# Hans Bonnet
Pour les articles homonymes, voir Bonnet.
Hans Bonnet, né le 22 février 1887 à Hirschberg ; mort le 27 octobre 1972 à Bonn, est un égyptologue allemand.

## Biographie
Bonnet étudie d'abord la philologie classique à Breslau depuis 1906, puis l'égyptologie et l'archéologie à l'université de Leipzig depuis 1907, où il obtient son doctorat en 1916 sous la direction de Georg Steindorff, dont il était l'assistant depuis 1910. En 1922, il obtient son habilitation à l'université de Halle, où il enseigne jusqu'en 1928. De 1928 à 1955, date de sa retraite, il est professeur d'égyptologie à l'université de Bonn.
Même pendant la période du national-socialisme, il a conservé son intégrité. En 1945, son professeur le caractérisa dans la liste dite de Steindorff comme l'un des hommes les plus nobles parmi les égyptologues allemands, qui avait entre autres offert protection et cachette à son professeur juif Steindorff après la « Nuit de cristal du Reich ».
Les principaux domaines de recherche de Bonnet étaient l'archéologie égyptienne et surtout la religion. Son ouvrage principal est le Reallexikon der ägyptischen Religionsgeschichte, publié en 1952.

## Publications
- Die altägyptische Schurztracht, Leipzig, 1916, DNB 571856691 (thèse de doctorat, université de Leipzig, 1916, 44 pages, 6 planches).
- Die ägyptische Tracht bis zum Ende des Neuen Reiches (= Untersuchungen zur Geschichte und Altertumskunde Ägyptens, 73 pages, volume 7, 9 planches), Hinrichs, Leipzig, 1917, DNB 57893289X.
- Ägyptisches Schrifttum, Deutscher Verein für Buchwesen und Schrifttum, Leipzig, 1919, DNB 363903291
- Bilderatlas zur Religionsgeschichte Teil: Lieferung 2/4, Ägyptische Religion, Deichert, Leipzig / Erlangen, 1924, DNB 365286737.
- Die Waffen der Völker des Alten Orients, J. C. Hinrichs, Leipzig, 1926, DNB 572474156.
- Die Waffen der Völker des Alten Orients, nouvelle édition Verlag Primus, Leipzig, 2013,  (ISBN 978-3-8262-3012-7), comme pdf :  (ISBN 978-3-8262-4009-6).
- Ein frühgeschichtliches Gräberfeld bei Abusir, (= Veröffentlichungen der Ernst von Sieglin Expedition in Aegypten, Band 4), préface : Georg Steindorff, Hinrichs, Leipzig, 1928, DNB 579231690.
- Reallexikon der ägyptischen Religionsgeschichte, de Gruyter, Berlin, 1952, DNB 450553388.
  - 3e édition non modifiée, Reprint, De Gruyter, Berlin, 2010,  (ISBN 978-3-11-082790-3).